# 马尼萨省
马尼萨省（土耳其语：Manisa il）是位于土耳其西部的一个省，面积13,120平方公里，首府马尼萨。